# Кримський Будинок художника
Кримський Будинок художника, Сімферопольський Будинок художника — споруда з виставковими залами в Центральному районі міста Сімферополь. З 1944-го по 1984 рік у будівлі містився сімферопольський поштамт.

## Опис
Кримську організацію Національної спілки художників України створено у 1940 році. Першу виставку організації проведено навесні 1944 року, відтоді виставкова діяльність — основний напрям роботи. На момент російської окупації у 2014 році вона об'єднувала близько 300 майстрів різних видів мистецтв.
Щороку відвідувачам виставкового залу демонструються близько 20 тематичних і персональних виставок художників, скульпторів, фотографів, захоплених кримськими темами.
Тут регулярно відбувалися виставки робіт не лише сучасних кримських майстрів, а й авторів з інших міст та країн.
Роботи постійних учасників художніх виставок зберігаються у приватних колекціях та галереях США, Іспанії, Франції, Швейцарії, Фінляндії. Це роботи народних художників України В. Д. Бернадського, В. І. Толочка, заслуженого художника України П.П. Грейсера та інших.

## Історія
Збудована у 1925 році як філія Всесоюзного текстильного синдикату за проєктом архітектора Н. А. Жолоба. Є рідкісним взірцем передвоєнної радянської архітектури.
У 1944 році в будинку розмістився сімферопольський Головпоштамт. Над центральним входом розмістили Годинник Миру. Він показував час усіх часових поясів. Для цього на циферблаті були спеціальні риски, підписані назвами міст. Там були представлені найбільші міста з усієї планети.
З 1984 року в будівлі розташовуються Кримський Будинок художника та художня галерея.
У січні 2014 року в галереї відкрилася виставка декоративно-ужиткового мистецтва «Кримський стиль», на якій представили свої найкращі роботи близько 40 кримських майстрів народних художніх ремесел. Автором проєкту та організатором виставки є лауреат премії імені Ісмаїла Гаспринського, член Національної спілки художників України, а також Національної спілки народних майстрів України, кримськотатарський художник Мамут Чурлу. Його відомий ученик, художник-кераміст Рустем Скібін також брав безпосередню участь в організації виставки.
У листопаді 2015 в галереї проходила виставка робіт кримськотатарського художника Кязіма Емінова «Перерваний шлях».
У березні 2020 року Будинок художника був зачинений, а у 2021 році окупаційне «Міністерство культури Криму» ініціювало передачу будівлі до Сімферопольського художнього музею.
Після переходу Будинку художника в російську держвласність, були звільнені всі співробітники установи, а художники залишилися без виручки від виставок.